# Rissoa nina
Rissoa nina is een slakkensoort uit de familie van de Rissoidae. De wetenschappelijke naam van de soort is voor het eerst geldig gepubliceerd in 1972 door Nordsieck.